# Lista de governadores do Novo México
O Novo México é um estado da União desde 6 de Janeiro de 1912.

## Lista de Governadores
| #  | Nome                         | Início do mandato    | fim do mandato | Partido     | Notas      | Presidente |
| -- | ---------------------------- | -------------------- | -------------- | ----------- | ---------- | ---------- |
| 1  | William C. McDonald          | 6 de Janeiro de 1912 | 1917           | Democrata   |            |            |
| 2  | Ezequiel C. de Baca          | 1917                 | 1917           | Democrata   | [ nota 1 ] |            |
| 3  | Washington E. Lindsey        | 1917                 | 1919           | Republicano | [ nota 2 ] |            |
| 4  | Octaviano Ambrosio Larrazolo | 1919                 | 1921           | Republicano |            |            |
| 5  | Merritt C. Mechem            | 1921                 | 1923           | Republicano |            |            |
| 6  | James F. Hinkle              | 1923                 | 1925           | Democrata   |            |            |
| 7  | Arthur T. Hannett            | 1925                 | 1927           | Democrata   |            |            |
| 8  | Richard C. Dillon            | 1927                 | 1931           | Republicano |            |            |
| 9  | Arthur Seligman              | 1931                 | 1933           | Democrata   | [ nota 1 ] |            |
| 10 | Andrew W. Hockenhull         | 1933                 | 1935           | Democrata   | [ nota 2 ] |            |
| 11 | Clyde Tingley                | 1935                 | 1939           | Democrata   |            |            |
| 12 | John E. Miles                | 1939                 | 1943           | Democrata   |            |            |
| 13 | John J. Dempsey              | 1943                 | 1947           | Democrata   |            |            |
| 14 | Thomas J. Mabry              | 1947                 | 1951           | Democrata   |            |            |
| 15 | Edwin L. Mechem              | 1951                 | 1955           | Republicano |            |            |
| 16 | John F. Simms                | 1955                 | 1957           | Democrata   |            |            |
| 15 | Edwin L. Mechem              | 1957                 | 1959           | Republicano |            |            |
| 16 | John Burroughs               | 1959                 | 1961           | Democrata   |            |            |
| 15 | Edwin L. Mechem              | 1961                 | 1962           | Republicano | Demitido   |            |
| 17 | Tom Bolack                   | 1962                 | 1963           | Republicano |            |            |
| 18 | Jack M. Campbell             | 1963                 | 1967           | Democrata   |            |            |
| 19 | David F. Cargo               | 1967                 | 1971           | Republicano |            |            |
| 20 | Bruce King                   | 1971                 | 1975           | Democrata   |            |            |
| 21 | Jerry Apodaca                | 1975                 | 1979           | Democrata   |            |            |
| 20 | Bruce King                   | 1979                 | 1983           | Democrata   |            |            |
| 22 | Toney Anaya                  | 1983                 | 1987           | Democrata   |            |            |
| 23 | Garrey Carruthers            | 1987                 | 1991           | Republicano |            |            |
| 20 | Bruce King                   | 1991                 | 1995           | Democrata   |            |            |
| 24 | Gary E. Johnson              | 1995                 | 2003           | Republicano |            |            |
| 25 | Bill Richardson              | 2003                 | 2011           | Democrata   |            |            |
| 26 | Susana Martinez              | 2011                 | 2019           | Republicano |            |            |
| 27 | Michelle Lujan Grisham       | 2019                 | no cargo       | Democrata   |            |            |